# Redouane Guemri
Redouane Guemri (Oran, Argelia francesa, 30 de noviembre de 1956) es un exfutbolista de Argelia que jugaba en la posición de delantero.

## Carrera

### Club
Jugó toda su carrera con el ASM Oran de 1973 a 1988, con el que fue campeón goleador del Campeonato Nacional de Argelia en 1979 y dos veces finalista de la Copa de Argelia.

### Selección nacional
Jugó para Argelia en 22 ocasiones de 1976 a 1982 y anotó tres goles; participó en la Copa Africana de Naciones 1980 y ganó la medalla de oro en los Juegos Panafricanos de 1978.

## Logros

### Selección nacional
- Juegos Panafricanos (1): 1978

### Individual
- Goleador del Campeonato Nacional de Argelia en 1978/79 (11 goles).

## Estadísticas

### Goles con selección nacional
| 1.      | 5-10-1978  | Atatürk Stadium, Bursa, Turquía        | Turquía   | 1-0 | Amistoso                   |
| 2.      | 9-12-1979  | Stade d'Honneur, Casablanca, Marruecos | Marruecos | 5-1 | 1980 Summer Olympics qual. |
| 3.      | 19-12-1982 | Stade El Menzah, Tunis, Túnez          | Túnez     | 1-0 | Amistoso                   |
| Fuente: |            |                                        |           |     |                            |